# Cartierul Olosig din Oradea

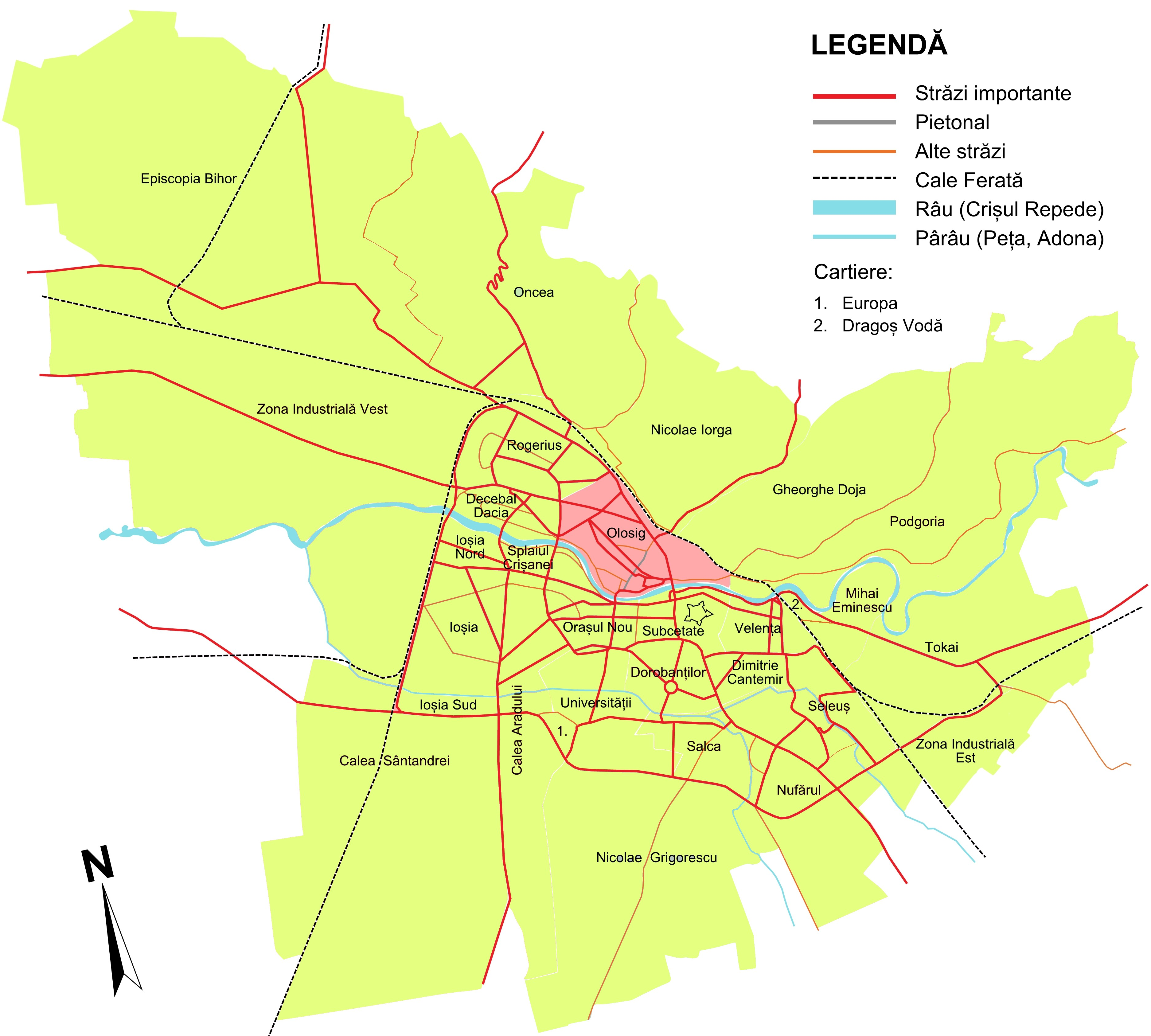
Poziția cartierului în Oradea

Olosig (germană Wallendorf, maghiară Váradolaszi, în trad. "Italienimea Orăzii") este un cartier al municipiului Oradea. Aici s-a aflat cimitirul Olosig, demolat de autoritățile comuniste și transformat în parc.

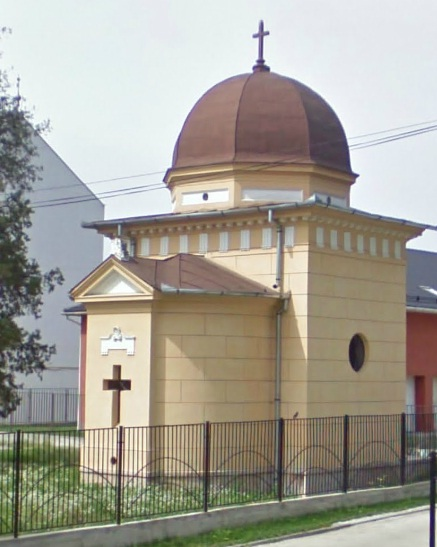
Capelă din fostul cimitir Olosig

## Etimologie
Numele de Olosig și de Velența dat celor două cartiere orădene se explică prin existența în secolele 16 și 17 a unei comunități de italieni, mai ales venețieni (de altfel, Velence ['velentse] înseamnă în maghiară Veneția).

## Istorie
După eliberarea de sub turci în 1692, în zonă au funcționat mai multe ordine monahale (iezuiți, mai târziu franciscani, mizericordieni, orsoliți). Parohia sa catolică a fost fondată în 1784 (fosta parte a parohiei Orașului Nou); până atunci, populația din Olosig o depășise pe cea din Orașul Nou. A fost teritoriul Eparhiei Romano-Catolice din Oradea, cele mai multe instituții bisericești au fost concentrate acolo. În secolul 18, a fost locuit de un număr semnificativ de cetățeni de limbă germană, care s-au contopit ulterior cu maghiarii.. Biserica reformată a fost consacrată în 1787, turnul său a fost construit în 1884 de Kálmán Rimanóczy jr. (arhitect, 1870-1912) conform planurilor lui Kálmán Rimanóczy tatăl.
În 1848, Olosig și Orașul Nou de pe malul Crișului au fost integrate, iar în 1850 au fost administrate în comun cu Velența.

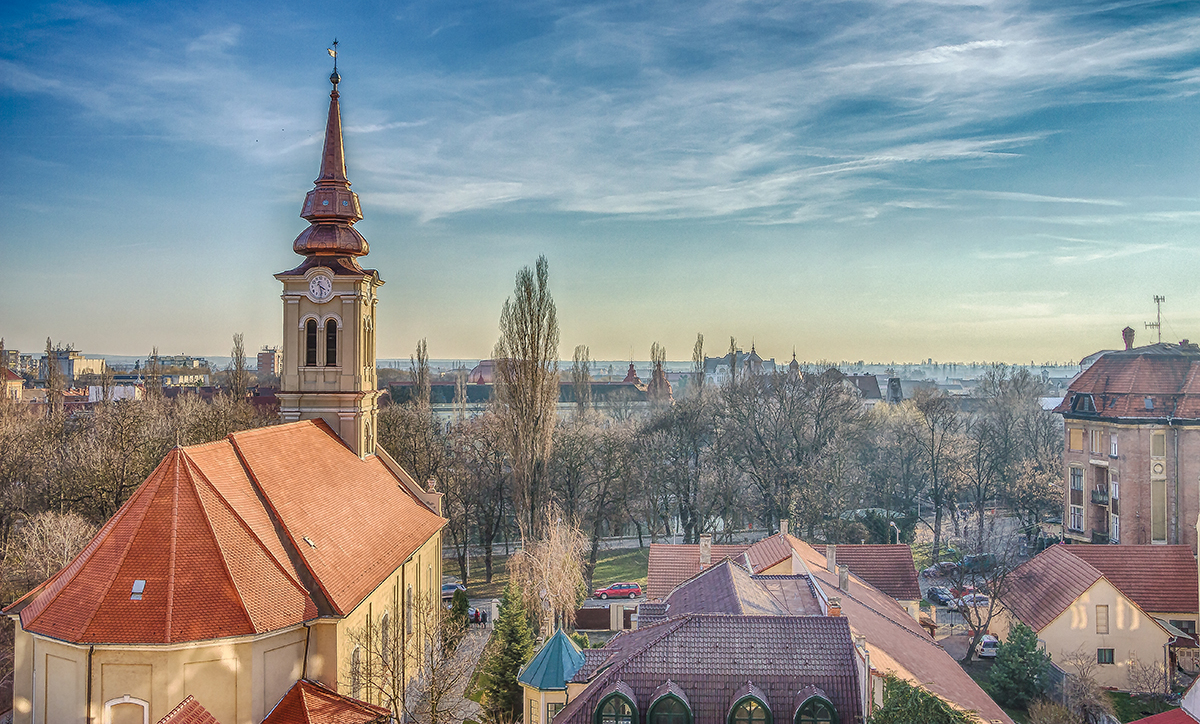
Biserica Reformată Olosig

Deschis în 1779, Cimitirul Olosig a fost locul de înmormântare al bisericii. Cimitirul a fost desființat ulterior și s-a dezvoltat un parc, numit inițial Parcul Mihai Viteazul; acest lucru a provocat proteste din partea comunității maghiare a orașului. În cele din urmă, a fost numit Parcul Olosig.